# Paralona pigra
Paralona pigra is een watervlooiensoort uit de familie van de Chydoridae. De wetenschappelijke naam van de soort is voor het eerst geldig gepubliceerd in 1862 door G.O. Sars.